# Schmorbraten

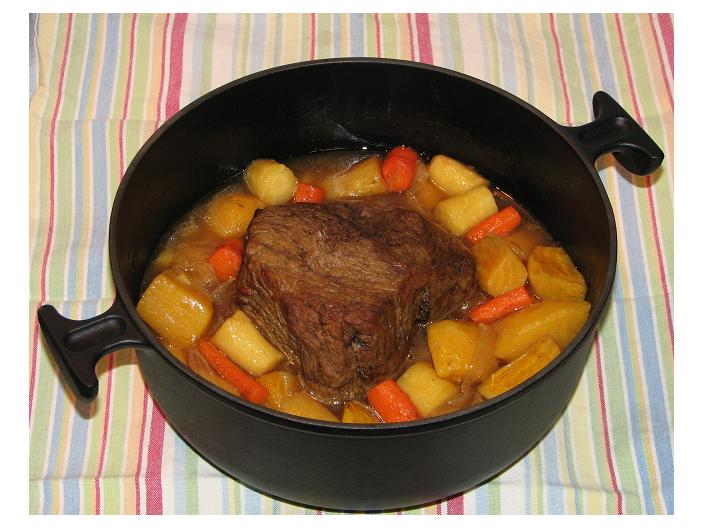
Schmorbraten mit Gemüse

Schmorbraten ist die Bezeichnung für einen geschmorten Braten, der in der Regel aus Rindfleisch besteht. Mit Saftbraten werden ausschließlich Rinderschmorbraten bezeichnet. Verwendet werden Bratenstücke aus der Rinderkeule oder auch vom Rinderschwanzstück. Zuerst wird das Rinderschmorfleisch angebraten und danach mit Gemüse und Fond gar geschmort. Vor dem Anbraten kann das Fleisch mit Speckstreifen gespickt werden. Der nach dem Schmoren zurückgebliebene Fond wird passiert und zur Soße gebunden.
Ein besonderer Schmorbraten ist der Sauerbraten, der zuerst einige Zeit mariniert wird und danach wie der Rinderschmorbraten zubereitet wird.